# Jason von Kyrene
Jason von Kyrene (altgriechisch Ἰάσων Κυρήναιος Iásōn Kyrḗnaios) war ein – wahrscheinlich jüdischer – Historiograph hellenistischer Zeit, der um 100 v. Chr. lebte. Er schrieb eine Geschichte der Makkabäer und über deren Kriege gegen Antiochos IV.,  Antiochos V. und Demetrios I. bis zu ihrem Sieg über Nikanor im Jahr 161 v. Chr. 
Jasons fünf Bücher umfassendes Werk ist verloren, diente aber dem 2. Buch der Makkabäer als Grundlage, das sich somit als Epitome zu erkennen gibt (2 Makk 2,23 ). Jason selbst und sein Werk werden nur dort im Vorwort genannt, sind ansonsten aber unbekannt, was zu Diskussionen über die Historizität Jasons führte. Der Bibelkundler Jonathan A. Goldstein argumentiert, dass Jason mit dem Buch Daniel vertraut war, da er seine Erzählung im Wesentlichen an der Chronologie der Ereignisse in der zweiten Hälfte des Buches Daniel orientierte.
In welchem Umfang und unter welchen Eingriffen oder Umbildungen auf Jasons Werk für das 2. Buch der Makkabäer zurückgegriffen wurde, lässt sich nicht erschließen.